# Syzygium erythrocalyx
Syzygium erythrocalyx är en myrtenväxtart som först beskrevs av Cyril Tenison White, och fick sitt nu gällande namn av Bernard Patrick Matthew Hyland. Syzygium erythrocalyx ingår i släktet Syzygium och familjen myrtenväxter. Inga underarter finns listade i Catalogue of Life.